# Observatorio George
El Observatorio George también conocido como Observatorio Needville es una instalación que forma parte del Museo de Ciencias Naturales de Houston y está ubicado en el Brazos Bend State Park, un parque estatal localizado a lo largo del río Brazos en Needville, Texas. Este observatorio astronómico alberga tres telescopios con forma de cúpula; el más grande es el Gueymard Research Telescope, que tiene una abertura de 36 pulgadas. Las actividades del centro se enfocan principalmente en la educación pública; sus instalaciones incluyen el Challenger Learning Center cuyo objetivo es la enseñanza de las ciencias espaciales y también cuenta con una exposición de meteoritos.